# Lagochilus subhispidus
Lagochilus subhispidus là một loài thực vật có hoa trong họ Hoa môi. Loài này được Knorring mô tả khoa học đầu tiên năm 1933.